# Pikara
Pikara（ピカラ）は、四国電力系通信会社STNetが中心となって提供する個人向け光通信・放送サービス（FTTHサービス）である。

## 概要
2004年（平成16年）10月に四国の四県都（高松市、徳島市、高知市、松山市）でサービスを開始し、サービス開始以降も地元ケーブルテレビ会社（CATV）と提携することで、順次提供エリアを拡大させている。
提供サービスはインターネット、電話および放送（地域により異なる）・映像サービスで、申込件数（累計）は15万件超（2010年＜平成22年＞11月現在）に達した。　
Pikara関連のホームページとして、四国地域の情報コンテンツを扱う「ピカラタウン」を展開しており、四国民放テレビ局の人気番組の映像配信サービス「四国チャンネル」や（株）カカクコムと提携した「価格.comマガジン」を提供している。
なお、Pikaraは2010年12月にRBB TODAY主催の「ブロードバンドアワード2010」で四国地区における「ベストキャリア（最優秀回線事業者）」および「キャリア・サポート部門」3年連続で読者投票No.1に選出された。

## サービス概要
ピカラ光ねっと
光ファイバーを使用することで、ADSLのように局舎からの距離や雑音に影響されることがなく、最大10Gbpsで使用可能な光インターネットサービス。戸建向け・マンション（集合住宅）向けメニューがある。小規模アパートにも積極的に導入を推進しており、ファミリープランとしての個々の導入となってしまうNTTフレッツ光との差別化にも繋がっている。
尚、光サービス全般に上り帯域の転送量制限が設けてあり、150GB/3日の制限値を超えると帯域制御が実施される。
ピカラ光でんわ（IP電話）
現在使用している固定電話番号をそのまま変更なしで使え、110、119などの緊急通報や0120フリーダイヤルなど、日常よく使う機能を備えた光IP電話サービス。発信ナンバー表示、番号通知リクエスト、迷惑電話撃退機能が標準装備。
通話相手が同じピカラ光でんわ利用者であれば、通話料は無料。しかし電話帳が有料、停電時使用出来ないことが欠点。
ピカラ光てれび
多チャンネルのデジタル放送を視聴可能な放送・映像サービス。提携しているCATV会社がサービス提供主体なので、地域によってサービス内容は異なる。

## サービスの沿革
- 2004年10月1日 - ピカラ光ネット、でんわサービス開始。
- 2005年4月15日 - ブログサービス「ココログ de ピカラ」提供開始。
ニフティ株式会社と提携して提供しているブログサービス。無料で使えるベーシックプランから、有料のプラスプラン、プロプランの3プランがある。
- 2005年7月19日 - グループウェア「ピカラりんぐ」提供開始。
インターネットを通じて使用可能な少人数グループ向けグループウェア。基本サービスは無料で使用できる。
- 2005年9月1日 - GE-PON方式の導入開始。
アクセス網を高速化するため、GE-PON方式（集線局からサービス利用者宅までのアクセス網を最大速度1Gbpsの光ファイバーで接続、複数のユーザーで共有する方式）を導入。
- 2006年4月14日 - 四国制作番組のネット配信「四国チャンネル」の開設。
「ピカラタウン」で、地方テレビ局（岡山放送、瀬戸内海放送、南海放送、あいテレビ）が自社作成したテレビ番組をネットで配信。
- 2007年10月1日 - ピカラ光でんわ「2回線1番号」サービスの提供開始。
同一番号で、電話2回線や電話とFAXの同時利用が可能となるサービス。
- 2008年5月9日 - 「価格.comマガジン」の提供開始。
株式会社カカクコムと提携し、Pikaraのコンテンツサイト「ピカラタウン」で、価格.comコンテンツの「価格.comマガジン」をネットで配信。
- 2008年8月1日 - ピカラ無線ルータの提供開始。
無線ルータのレンタルに加え、インターネットの接続設定（接続IDやパスワード）をPikaraのセンターが行うため、利用者の設定作業が不要で手間要らずなサービス。
さらに、光でんわ用のターミナルアダプタと「ピカラ無線ルータ」を一体型機器で提供するため、省スペースにもなる。
- 2022年1月27日 - 超高速なピカラ光ねっと「10ギガプラン」の提供開始を発表
光インターネットサービス「ピカラ光ねっと」において、最大通信速度10Gbpsの超高速「ピカラ光ねっと10ギガプラン」を、2022年7月1日（金）より提供開始。
高速な無線LAN規格「Wi-Fi6（IEEE 802.11ax）」に対応した、10ギガプラン専用の「Wi-Fi６対応ルータ」もあわせて提供。

## サービスエリア
香川県・徳島県・高知県・愛媛県の4県でサービスを提供している。

### 香川県
- 高松市、綾歌郡宇多津町、木田郡三木町
- さぬき市
- 丸亀市（旧丸亀市、飯山地区、綾歌地区）、多度津町
- まんのう町、琴平町
- 三豊市、観音寺市
- 東かがわ市 2022年4月1日インターネット・ケーブルテレビ設備を東かがわ市から無償譲渡
- 坂出市、宇多津町

### 徳島県
- 徳島市
- 板野郡北島町、松茂町、 上板町、徳島市応神町一部
- 阿南市
- 徳島市国府町、入田町、 一宮町、不動東町、不動西町、不動北町、不動本町、下町、徳島市春日町
- 美波町、牟岐町、海陽町
- 石井町
- 藍住町、板野町
- 吉野川市
- 那賀町
- 小松島市
- 鳴門市
- 阿波市
- 三好市

### 高知県
- 高知市、南国市、吾川郡いの町
- 土佐市、須崎市
- 梼原町
- 香南市
- 日高村
- 奈半利町、安田町、北川村、馬路村
- 宿毛市、四万十市
- 中土佐町
- 大豊町
- 越知町

### 愛媛県
- 松山市
- 松山市（旧北条市地区）、伊予郡松前町
- 松山市（平井町、北梅本町）、東温市、上浮穴郡久万高原町、砥部町
- 宇和島市
- 北宇和郡鬼北町、松野町
- 今治市
- 西予市
- 八幡浜市、伊方町
- 新居浜市、西条市
- 伊予市（2023年9月よりサービス提供開始）[1]
- 四国中央市[2]

## 提携ケーブルテレビ会社
以下のケーブルテレビ会社 (CATV) と提携し、地域に光通信サービスを提供している。また、太字の会社はピカラの料金収納を受託している。そのため利用可能な金融機関は各県で異なる。

### 香川県
- 株式会社ケーブルメディア四国
- 中讃ケーブルビジョン株式会社
- 三豊ケーブルテレビ放送株式会社
- KBN株式会社

### 徳島県
- ケーブルテレビ徳島株式会社
- 株式会社ひのき
- 株式会社ケーブルテレビあなん
- 徳島県南メディアネットワーク株式会社
- 国府町農事放送農業協同組合
- 石井町有線放送農業協同組合
- 株式会社エーアイテレビ
- 株式会社ケーブルネットおえ
- 那賀町ケーブルテレビ
- 株式会社東阿波ケーブルテレビ
- 株式会社テレビ鳴門
- 阿波市ケーブルネットワーク
- 株式会社池田ケーブルネットワーク

### 高知県
- 高知ケーブルテレビ株式会社
- よさこいケーブルネット株式会社
- 檮原町
- 一般社団法人香南ケーブルテレビ
- 日高村
- 奈半利町、安田町、北川村、馬路村
- 西南地域ネットワーク株式会社
- 大豊町

### 愛媛県
- 株式会社愛媛CATV
- 宇和島ケーブルテレビ株式会社
- 今治シーエーティーブィ株式会社
- 西予CATV株式会社
- 一般財団法人八西CATV
- 株式会社四国中央テレビ